# 假香附子
假香附子（学名：Cyperus tuberosus）为莎草科莎草属的植物。分布于日本、澳洲、印度、非洲以及中国大陆的四川、云南等地，生长于海拔1,700米的地区，一般生于花园的草丛中及路旁，目前已由人工引种栽培。